# جنجلاية
جنجلاية هي إحدى القرى اللبنانية من قرى قضاء صيدا في محافظة الجنوب.

## الموقع
- تبعد عن بيروت: 55 كلم.
- الارتفاع عن سطح البحر:330 م
- القرى المحاذية: الغازية، معمارية، مزرعة القنيطرة، بنعفول، قناريت، عقتانيت

## الاسم
جنجلايا: ملاذ واضح |‍| لون زاه أو جليّ

## السكان
- عدد سكانها 348 و245 ناخب